# Initial D: Koudou Saisoku Densetsu
Initial D: Koudou Saisoku Densetsu (頭文字Ｄ 公道最速伝説?) es un videojuego de carreras desarrollado por Genki y publicado por Kodansha para Sega Saturn. Basado en el manga Initial D de Shuichi Shigeno de 1995, se lanzó exclusivamente en Japón en junio de 1998. Es el segundo juego de Initial D así como el primero en ser lanzado en consola doméstica.

## Jugabilidad
Es un juego de carreras de derrapes en caminos de montaña ya sea solo o con un oponente del cual puede ver su cara en la parte superior izquierda de la pantalla que cambia dependiendo de lo que pasa en la carrera. Antes de correr se puede elegir entre transmisión automática (AT) o transmisión manual (MT). Hay cuatro modos de juego: Scenario, Time Attack, Battle y Try Drift. Hay dos coches a elegir de la marca Toyota: el AE86 y AE85 que pertenecen a Takumi e Itsuki respectivamente.